# 上野セントラル
上野セントラル（うえのセントラル）は、東京都台東区上野に存在した映画館。

## 略歴・概要
上野公園内にあった商業施設「上野松竹デパート」の2階に1953年11月「上野松竹映画劇場」として開業。その後地下1階に「上野映画劇場」「上野名画座」を、2階の松竹映画劇場の隣にミニシアター「上野セントラル」を相次いで新設した。俳優の戸浦六宏（1930年 - 1993年）の息子で編集者・AV監督の東良美季は、大学時代に当館でアルバイトをしていたことを自身のブログで語っている。
1998年8月1日に上野映画劇場、名画座、セントラルを「上野セントラル1・2・3」に統一しリニューアルしたが、松竹のブロック・ブッキング制の廃止により1999年6月12日に上野松竹映画劇場を「上野セントラル1」に、セントラル1・2・3を「セントラル2・3・4」に改称した。
2003年8月31日に上野東宝劇場・上野宝塚劇場が閉館して以降は、東宝系の邦画・洋画の上映も目立つようになるも2000年代に入り、楽天地シネマズ錦糸町やMOVIX亀有などの近隣地域にあるシネマコンプレックスに徐々に客足を奪われ、さらに施設の老朽化が進んだことなども重なり2006年5月14日をもって閉館。53年の歴史に幕を閉じた。
同館閉館後も上野松竹デパートは営業を続けていたが、2012年8月31日に閉店。上野松竹デパートの建物は再開発の為に2012年末に解体され、2014年4月26日、跡地に飲食施設ビル「上野の森さくらテラス」がオープンした。
ギャラリー
- 1955年（昭和30年）2月4日付の新聞に掲載された、『女の一生』（監督中村登、同年1月29日封切）と『酔いどれ囃子』（監督滝内康雄、同年2月5日封切）の2本立て広告。館名リスト右から5番目に「上野松竹」の文字列が確認出来る。
- 1957年（昭和32年）1月21日付の新聞に掲載された『顔』（監督大曽根辰夫）と『まだら頭巾剣を抜けば 乱れ白菊』（監督倉橋良介）の2本立て広告（いずれも同年1月22日封切）。館名リスト上段右から5番目に「上野松竹」の文字列が確認出来る。
- 2011年10月の写真。ビル内には映画館閉館後も囲碁センターや薬局、100円ショップ、宝くじ売場などが営業していた。

## 各スクリーンの特徴
- セントラル1（2階）
定員619人（2階席あり）。開業当初は「上野松竹映画劇場」だった松竹封切館。末期は『ハリー・ポッターと賢者の石』『ロード・オブ・ザ・リング』シリーズなど洋画の大作・話題作の上映が目立った。
- セントラル2（地下1階）
定員105人。開業当初は「上野映画劇場」。近隣の上野日活館の閉鎖以降は日活封切館となり、日活ロマンポルノを中心に上映。改称後はやや特徴のある洋画・邦画を上映していた。
- セントラル3（地下1階）
定員105人。開業当初は「上野名画座」だった映画館。東活（事実上の松竹系）系のピンク映画を中心に上映していたが、末期にはセントラル2同様やや特徴のある洋画・邦画を上映した。
- セントラル4（2階）
定員63人。当初は邦・洋問わずピンク映画をメインに上映していたが、平成に入ってからはムーブオーバー作品の上映が目立ち、末期はセントラル2・3同様洋画と邦画のロードショー上映館となっていた。